# 검볼 시즌 1
영미 텔레비전 애니메이션 《검볼》의 첫 번째 시즌은 2011년부터 2012년까지 카툰 네트워크에서 방송되었다. 서른 여섯 편으로 구성된 첫 번째 시즌은 〈디비디〉(The DVD)로 시작해 〈싸움〉(The Fight)으로 끝난다. 첫 번째 에피소드는 미국에서 212만 명이 시청하였다.

## 개발

### 개념
12살의 파란 고양이인 검볼 워터슨과 그의 입양된 형제이자 절친인 금붕어 다윈은 엘모어 중학교에 다니면서 친구들과 장난 또는 가족을 향한 장난을 치면서 일어나는 일들을 그린다.

### 제작
첫 시즌의 제작은 2010년 11월 2일에 시작되고 2011년 9월 13일에 종료되었다. 〈디비디〉를 시작으로 2011년 5월 3일에 미국에서 공개되었고, 〈싸움〉으로 2012년 3월 12일에 시즌의 마지막 편이 공개되었다.

## 에피소드
| 전체 번호                                                                      | 시즌 번호 | 제목                                    | 작가                                                             | 스토리보드                                        | 본 방송 날짜     | 대한민국 방송 날짜 | 미국 시청자 수 (100만) |
| ------------------------------------------------------------------------------ | --------- | --------------------------------------- | ---------------------------------------------------------------- | ------------------------------------------------- | ---------------- | ------------------ | ---------------------- |
| 1                                                                              | 1         | "디비디" "The DVD"                      | 벤 바코얼렛, 존 포스터, 제임스 라몬트                            | Ben Marsaud                                       | 2011년 5월 3일   | 2012년 3월 26일    | 2.12                   |
| 연체된 DVD를 실수로 분쇄한 검볼과 다윈은 DVD를 반납할 수 있는 방법을 생각한다. |           |                                         |                                                                  |                                                   |                  |                    |                        |
| 2                                                                              | 2         | "엄마 아빠는 외출 중" "The Responsible" | 벤 바코얼렛, 앤드류 브레너, 존 포스터, Mic Graves, 제임스 라몬트 | Celine Gobinet                                    | 2011년 5월 9일   | 2011년 10월 24일   | 1.39                   |
| 3                                                                              | 3         | "새 친구를 찾습니다" "The Third"        | 벤 바코얼렛, 존 포스터, 제임스 라몬트, 샘 워드                   | George Gendi                                      | 2011년 5월 16일  | 2011년 10월 17일   | 1.96                   |
| 4                                                                              | 4         | "생명의 은인" "The Debt"                | 벤 바코얼렛, 존 포스터, 제임스 라몬트                            | George Gendi, 데이브 스미스, 필립 워너, 척 클레인 | 2011년 5월 16일  | 2011년 10월 17일   | 1.96                   |
| 5                                                                              | 5         | "지구의 종말" "The End"                 | 벤 바코얼렛, 존 포스터, 제임스 라몬트                            | Ben Marsaud                                       | 2011년 5월 23일  | 2012년 3월 26일    | 1.89                   |
| 6                                                                              | 6         | "미녀는 행복해" "The Dress"             | 벤 바코얼렛, Mic Graves, David Cadji-Newby                       | 크리스 가벗                                       | 2011년 5월 23일  | 2011년 10월 24일   | 1.89                   |
| 7                                                                              | 7         | "돌려줘!" "The Quest"                   | 벤 바코얼렛, 존 포스터, 제임스 라몬트                            | 오렐리 샤르보니, 척 클레인                        | 2011년 5월 30일  | 2012년 2월 27일    | 1.90                   |
| 8                                                                              | 8         | "숟가락 든 강도" "The Spoon"            | 벤 바코얼렛, 존 포스터, 제임스 라몬트, Mic Graves                | Ben Marsaud                                       | 2011년 5월 30일  | 2012년 2월 27일    | 1.90                   |
| 9                                                                              | 9         | "사랑보다 우정" "The Pressure"          | 벤 바코얼렛, 존 포스터, 제임스 라몬트, 샘 워드                   | 오렐리 샤르보니                                   | 2011년 6월 6일   | 2011년 10월 18일   | 2.18                   |
| 10                                                                             | 10        | "문제 가정 길들이기" "The Painting"     | 벤 바코얼렛, 존 포스터, 제임스 라몬트, Mic Graves                | Ben Marsaud                                       | 2011년 6월 13일  | 2011년 10월 18일   | 1.96                   |
| 11                                                                             | 11        | "최고의 게으름뱅이는?" "The Laziest"    | 벤 바코얼렛, 존 포스터, 제임스 라몬트, Mic Graves                | George Gendi, Ben Marsaud, 오렐리 샤르보니        | 2011년 6월 20일  | 2011년 10월 31일   | 미상                   |
| 12                                                                             | 12        | "내 몸에서 나가!" "The Ghost"           | 벤 바코얼렛, 존 포스터, 제임스 라몬트, Mic Graves                | George Gendi, 필립 워너                           | 2011년 6월 27일  | 2011년 10월 31일   | 미상                   |
| 13                                                                             | 13        | "범인은 누구?" "The Mystery"            | 벤 바코얼렛, 존 포스터, 제임스 라몬트, Mic Graves                | George Gendi, 필립 워너                           | 2011년 7월 11일  | 2011년 11월 7일    | 2.53                   |
| 14                                                                             | 14        | "장난이야!" "The Prank"                 | 벤 바코얼렛, 존 포스터, 제임스 라몬트                            | George Gendi                                      | 2011년 7월 18일  | 2011년 11월 7일    | 1.91                   |
| 15                                                                             | 15        | "무술의 달인" "The Gi"                  | 벤 바코얼렛, 존 포스터, 제임스 라몬트                            | 롭 래티머                                         | 2011년 7월 25일  | 2011년 11월 21일   | 2.30                   |
| 16                                                                             | 16        | "뽀뽀!" "The Kiss"                      | 벤 바코얼렛, Mic Graves                                          | George Gendi, 켄트 오즈본, 대런 밴덴버그          | 2011년 8월 3일   | 2011년 11월 21일   | 2.18                   |
| 17                                                                             | 17        | "비밀 파티" "The Party"                 | 벤 바코얼렛, Mic Graves                                          | 오렐리 샤르보니, 롭 래티머                        | 2011년 8월 8일   | 2011년 11월 21일   | 1.85                   |
| 18                                                                             | 18        | "환불해 주세요!" "The Refund"           | 벤 바코얼렛, 존 포스터, 제임스 라몬트                            | Ben Marsaud                                       | 2011년 8월 15일  | 2011년 11월 21일   | 2.10                   |
| 19                                                                             | 19        | "무늬만 검볼!" "The Robot"              | 벤 바코얼렛, 존 포스터, 제임스 라몬트                            | Ben Marsaud                                       | 2011년 8월 22일  | 2011년 11월 28일   | 2.06                   |
| 20                                                                             | 20        | "소풍은 즐거워!" "The Picnic"           | 벤 바코얼렛, 제임스 라몬트, Mic Graves                           | Amandine Pécharman, 필립 워너                     | 2011년 8월 29일  | 2011년 11월 28일   | 1.91                   |
| 21                                                                             | 21        | "바보들의 경주" "The Goons"             | 벤 바코얼렛, 존 포스터, 제임스 라몬트, Mic Graves                | 오렐리 샤르보니                                   | 2011년 9월 5일   | 2011년 11월 14일   | 2.72                   |
| 22                                                                             | 22        | "비밀을 말해 줘" "The Secret"           | 벤 바코얼렛, 존 포스터, 제임스 라몬트                            | George Gendi                                      | 2011년 9월 26일  | 2011년 11월 14일   | 2.05                   |
| 23                                                                             | 23        | "진실만 말하기" "The Sock"              | 벤 바코얼렛, 존 포스터, 제임스 라몬트, 샘 워드                   | 척 클레인, 롭 래티머                              | 2011년 10월 3일  | 2011년 11월 15일   | 2.00                   |
| 24                                                                             | 24        | "천재" "The Genius"                     | 벤 바코얼렛, 존 포스터, 제임스 라몬트, Mic Graves                | Jacques Gauthier, 롭 래티머                       | 2011년 10월 10일 | 2011년 11월 15일   | 1.80                   |
| 25                                                                             | 25        | "유령" "The Poltergeist"                | 벤 바코얼렛, 존 포스터, 제임스 라몬트, Mic Graves, 샘 워드       | 오렐리 샤르보니, 데이브 니덤, 톰 파킨슨           | 2011년 10월 17일 | 2012년 1월 16일    | 2.11                   |
| 26                                                                             | 26        | "어른이 되다" "The Mustache"            | 벤 바코얼렛, Mic Graves                                          | Ben Marsaud                                       | 2011년 11월 21일 | 2011년 11월 14일   | 2.08                   |
| 27                                                                             | 27        | "첫 데이트" "The Date"                  | 벤 바코얼렛, 존 포스터, 제임스 라몬트                            | Ben Marsaud                                       | 2011년 11월 28일 | 2011년 11월 14일   | 2.20                   |
| 28                                                                             | 28        | "동아리" "The Club"                     | 벤 바코얼렛, 존 포스터, 제임스 라몬트, Mic Graves                | 롭 래티머, Ben Marsaud                            | 2011년 12월 5일  | 2011년 11월 15일   | 2.18                   |
| 29                                                                             | 29        | "마법의 지팡이" "The Wand"              | 벤 바코얼렛, 존 포스터, 제임스 라몬트, Mic Graves                | George Gandi, 필립 워너                           | 2012년 1월 24일  | 2011년 11월 15일   | 1.83                   |
| 30                                                                             | 30        | "우리 친구, 사이먼 선생님?" "The Ape"   | 벤 바코얼렛, 존 포스터, 제임스 라몬트, Mic Graves                | 척 클레인, 롭 래티머                              | 2012년 1월 31일  | 2012년 1월 16일    | 1.79                   |
| 31                                                                             | 31        | "누가 자동차를 망가트렸나?" "The Car"   | 벤 바코얼렛, 존 포스터, 제임스 라몬트, Mic Graves                | Ben Marsaud                                       | 2012년 2월 7일   | 2012년 3월 5일     | 1.68                   |
| 32                                                                             | 32        | "저주받은 날" "The Curse"               | 벤 바코얼렛, 존 포스터, 제임스 라몬트, Mic Graves                | 롭 래티머, George Gendi                           | 2012년 2월 14일  | 2012년 3월 5일     | 1.91                   |
| 33                                                                             | 33        | "괴물" "The Microwave"                  | 벤 바코얼렛, 존 포스터, 제임스 라몬트                            | Ben Marsaud                                       | 2012년 2월 21일  | 2012년 3월 12일    | 1.85                   |
| 34                                                                             | 34        | "관심이 필요해" "The Meddler"           | 벤 바코얼렛, 존 포스터, 제임스 라몬트                            | Ben Marsaud                                       | 2012년 2월 28일  | 2012년 3월 12일    | 1.69                   |
| 35                                                                             | 35        | "행운의 모자" "The Helmet"              | 벤 바코얼렛, 존 포스터, 제임스 라몬트, Tommy Panays              | Ben Marsaud                                       | 2012년 3월 6일   | 2012년 3월 19일    | 1.96                   |
| 36                                                                             | 36        | "싸움" "The Fight"                      | 벤 바코얼렛, 존 포스터, 제임스 라몬트, Mic Graves                | Michael Gendi, Jacques Ganthier, 대런 밴덴버그    | 2012년 3월 13일  | 2012년 3월 19일    | 2.10                   |